# タイラー・クロイド
タイラー・ジェームズ・クロイド（Tyler James Cloyd, 1987年5月16日 - ）は、アメリカ合衆国ネブラスカ州サーピィ郡ベルビュー出身のプロ野球選手（投手）。右投右打。現在は、フリーエージェント（FA）。

## 経歴

### プロ入りとフィリーズ時代
2008年のMLBドラフト18巡目（全体556位）でフィラデルフィア・フィリーズから指名され、6月11日に契約。
2012年はAA級レディング・フィリーズとAAA級リーハイバレー・アイアンピッグスで15勝1敗・防御率2.26を記録してフィリーズの最優秀マイナー投手に選ばれた。同年8月29日のニューヨーク・メッツ戦でメジャーデビューを果たした。9月3日のシンシナティ・レッズ戦でメジャー初勝利を挙げた。

### インディアンス傘下時代
2013年10月2日にウェイバー公示を経てクリーブランド・インディアンスへ移籍した。同日にクレイ・ラパダがDFAとなったため40人枠入りを果たした。11月25日にDFAとなり、12月2日にFAとなった。12月13日にマイナー契約を結んだ。
2014年は傘下のAAA級コロンバス・クリッパーズで27試合（先発26試合）に登板して10勝8敗、防御率3.89、118奪三振を記録した。
2015年1月6日に自由契約となった。

### サムスン・ライオンズ時代
2015年1月8日にKBOのサムスン・ライオンズと年俸55万ドル・契約金10万ドルの1年契約を結んだ。サムスンでは11勝を記録したがこの年限りで退団。

### ヤンキース傘下時代
2016年1月22日にニューヨーク・ヤンキースとマイナー契約を結んだ。傘下のAAA級スクラントン・ウィルクスバリ・レイルライダースで4試合（先発3試合）に登板して1勝1敗、防御率1.37、17奪三振を記録した。オフの11月7日にFAとなった。

### 第一期・サマセット・ペイトリオッツ時代
2017年4月7日に独立リーグ・アトランティック・リーグのサマセット・ペイトリオッツと契約した。3試合に先発登板して防御率1.50、16奪三振を記録した。

### マリナーズ時代
2017年5月12日にシアトル・マリナーズとマイナー契約を結び、傘下のAAA級タコマ・レイニアーズへ配属された。6月2日にメジャー契約を結んでアクティブ・ロースター入りした。6月9日のトロント・ブルージェイズ戦の7回表に4年ぶりにメジャーでの登板を果たし、1回を無失点に抑え、その裏味方が逆転して勝利投手となった。だが、翌10日にマイナー・オプションでAAA級タコマに降格し、21日にアンドリュー・ムーアの昇格に伴ってDFA、22日に40人枠外となった。

### マーリンズ時代
2018年1月13日にマイアミ・マーリンズとマイナー契約を結び、スプリングトレーニングに招待選手として参加することになった。4月8日にメジャー契約を結び、アクティブ・ロースター入りした。この年メジャーでは7試合に登板して防御率8.66、13奪三振を記録した。レギュラーシーズン終了後の10月11日に40人枠外となり、翌12日にFAとなった。

### 第二期・サマセット・ペイトリオッツ時代
2019年はサマセット・ペイトリオッツに復帰した。

## 投球スタイル
86～90mphのフォーシーム、84～88mphのツーシーム、82～869mphのカッター、75～79mphのカーブ、79～83mphのチェンジアップを投げる。球威があまりなく、フライボールピッチャーであるため被弾が多くなりやすい。

## 詳細情報

### 年度別投手成績
| 年 度    | 球 団    | 登 板 | 先 発 | 完 投 | 完 封 | 無 四 球 | 勝 利 | 敗 戦 | セ 丨 ブ | ホ 丨 ル ド | 勝 率 | 打 者 | 投 球 回 | 被 安 打 | 被 本 塁 打 | 与 四 球 | 敬 遠 | 与 死 球 | 奪 三 振 | 暴 投 | ボ 丨 ク | 失 点 | 自 責 点 | 防 御 率 | W H I P |
| -------- | -------- | ----- | ----- | ----- | ----- | -------- | ----- | ----- | -------- | ----------- | ----- | ----- | -------- | -------- | ----------- | -------- | ----- | -------- | -------- | ----- | -------- | ----- | -------- | -------- | ------- |
| 2012     | PHI      | 6     | 6     | 0     | 0     | 0        | 2     | 2     | 0        | 0           | .500  | 138   | 33.0     | 33       | 8           | 7        | 0     | 2        | 30       | 0     | 0        | 18    | 18       | 4.91     | 1.21    |
| 2013     | PHI      | 13    | 11    | 0     | 0     | 0        | 2     | 7     | 0        | 0           | .222  | 282   | 60.1     | 83       | 7           | 25       | 2     | 1        | 41       | 3     | 0        | 45    | 44       | 6.56     | 1.79    |
| 2015     | サムスン | 28    | 28    | 0     | 0     | 0        | 11    | 11    | 0        | 0           | .500  | 705   | 159.2    | 190      | 24          | 38       | 0     | 12       | 123      | 3     | 1        | 103   | 92       | 5.19     | 1.43    |
| 2017     | SEA      | 1     | 0     | 0     | 0     | 0        | 1     | 0     | 0        | 0           | 1.000 | 4     | 1.0      | 2        | 0           | 0        | 0     | 0        | 1        | 0     | 0        | 0     | 0        | 0.00     | 2.00    |
| 2018     | MIA      | 7     | 0     | 0     | 0     | 0        | 0     | 0     | 0        | 0           | ----  | 87    | 17.2     | 25       | 3           | 10       | 2     | 1        | 13       | 1     | 0        | 17    | 17       | 8.66     | 1.98    |
| MLB：4年 | MLB：4年 | 27    | 17    | 0     | 0     | 0        | 5     | 9     | 0        | 0           | .357  | 611   | 112.0    | 143      | 18          | 42       | 4     | 4        | 85       | 4     | 0        | 80    | 79       | 6.35     | 1.65    |
| KBO：1年 | KBO：1年 | 28    | 28    | 0     | 0     | 0        | 11    | 11    | 0        | 0           | .500  | 705   | 159.2    | 190      | 24          | 38       | 0     | 12       | 123      | 3     | 1        | 103   | 92       | 5.19     | 1.43    |

- 2018年度シーズン終了時

### 背番号
- 50（2012年 - 2013年）
- 25（2015年）
- 67（2017年 - 2018年）